# 勒明盖宁

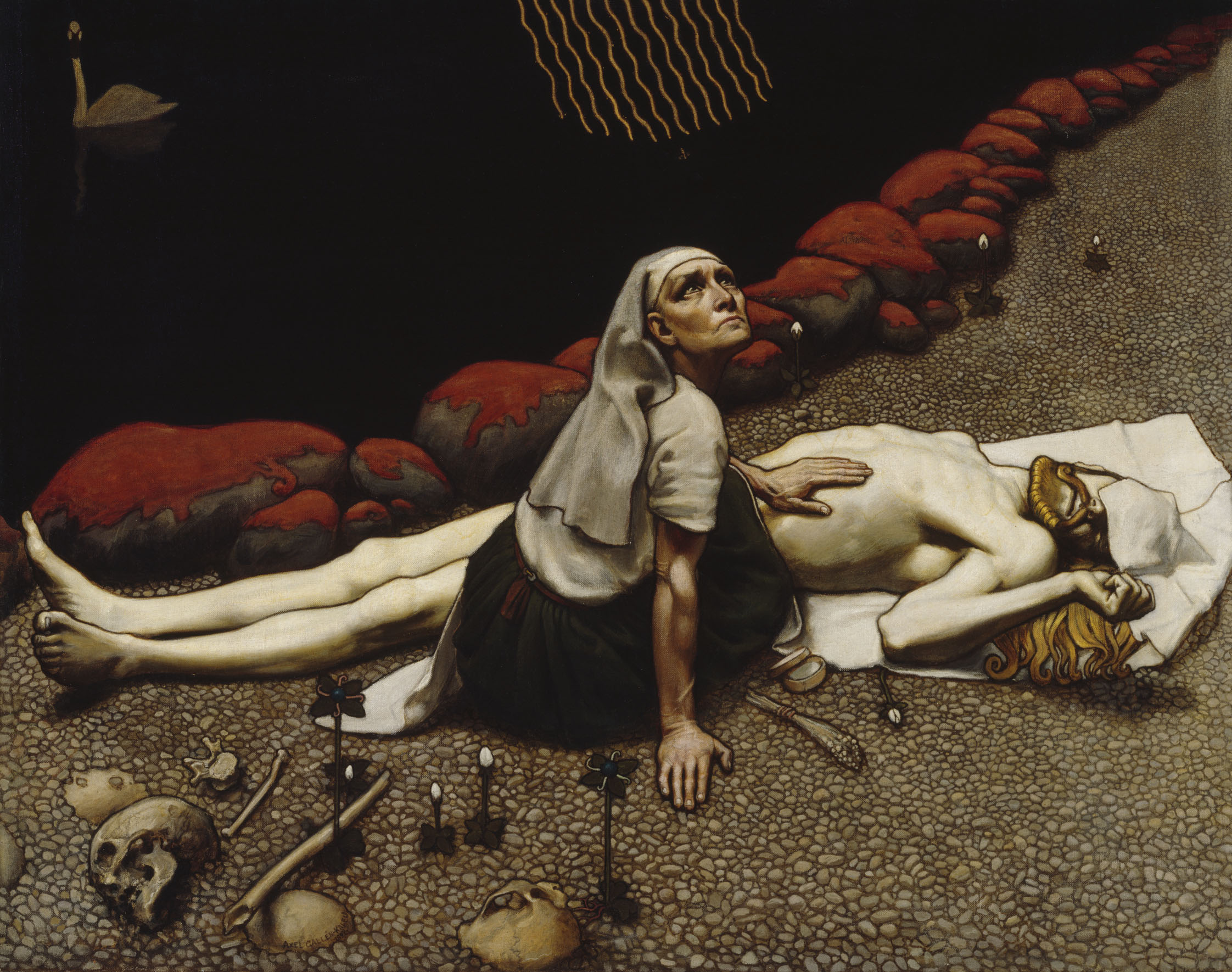
《勒明盖宁的母亲》，由阿克塞利·加伦-卡勒拉在1897年所作。勒明盖宁的母亲在多讷拉河边拯救她的儿子。

勒明盖宁（芬蘭語：Lemminkäinen），或勒明基（芬蘭語：Lemminki）是芬兰神话中的一位显著人物。他是芬兰民族史诗《卡勒瓦拉》中英雄之一，在《卡勒瓦拉》书中的人物是口头传唱诗歌中好几个英雄的复合体。他通常被描叙为带有红色卷发的年轻英俊的男子。
最初神话中的勒明盖宁是一个萨满教中的人物。在《卡勒瓦拉》中，把他同高戈蔑里和阿赫第·萨雷莱宁等战争英雄结合在一起了。
勒明盖宁和北欧神话中的巴德尔在他们各自的神话故事中有很多相似之处，由此一些研究者认为他们具有相同的起源。